# Nazionale femminile di pallavolo dell'Armenia
La nazionale di pallavolo femminile dell'Armenia è una squadra europea composta dalle migliori giocatrici di pallavolo dell'Armenia ed è posta sotto l'egida della Federazione pallavolistica dell'Armenia.

## Risultati
La nazionale di pallavolo femminile dell'Armenia non si è mai qualificata ad alcuna competizione.